# Profil (groupe)
Pour les articles homonymes, voir Profil.
Profil est un ancien groupe de musique français, composé de Martine Havet, Martine Bauer, Francis Rignault, Jean-Claude Corbel et Jean-Pierre Izbinski.

## Membres du groupe
Avant la formation du groupe, certains membres de Profil ont déjà démarré une carrière au cinéma ou dans la chanson. 
- Martine Havet a joué dans des films au cinéma alors qu'elle était enfant (dans 3 films avec Bourvil dont le film Les Misérables de Jean-Paul Le Chanois en 1958 dans lequel elle joue Cosette enfant). Elle a également sorti une quinzaine d'albums de chansons entre 1957 et 1969.

- Jean-Claude Corbel a joué au cinéma et au théâtre dans les années 1970, et a chanté des chansons pour enfants.

## Participation à l'Eurovision

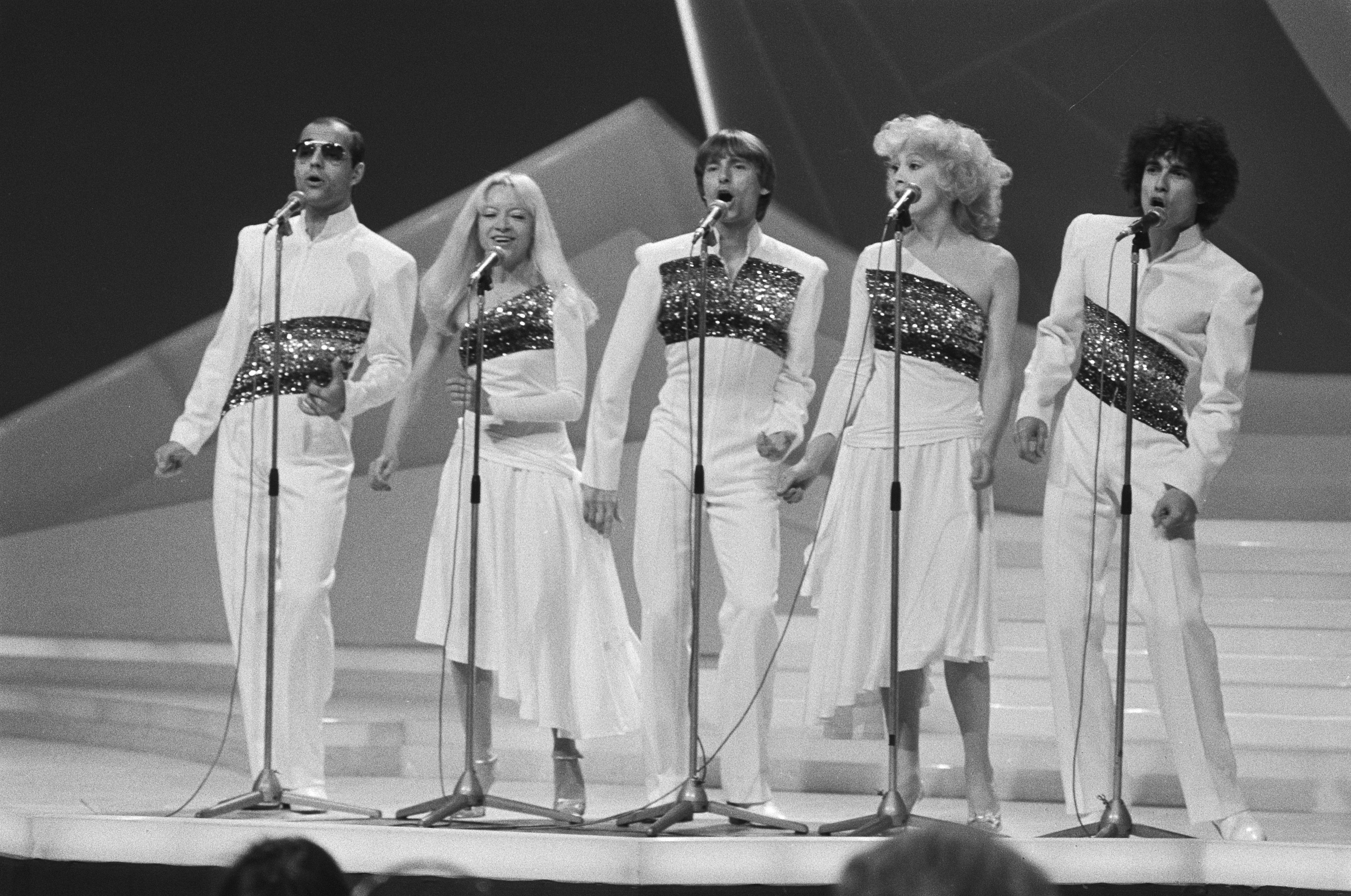
Le groupe français Profil, représentant la France au Concours Eurovision de la chanson à La Haye, le 22 avril 1980. Photographie de Hans van Dijk / Anefo – Nationaal Archief.

Le 16 mars 1980, le groupe est candidat lors de la deuxième demi-finale de la présélection française pour le Concours Eurovision se tenant en avril. Au terme de la demi-finale présentée par Évelyne Dhéliat sur TF1, grâce aux appels téléphoniques des télespectateurs, Profil (classé 2e) est qualifié pour la finale, avec Chantal Billon et sa chanson Un jour, un matin (classée 1re) et Anne Delorme (3e) avec le titre Poète ou musicien. Simone Langlois avec la chanson Dans le regard d'un enfant, Parasol avec Ni bleu, ni gris et Minouche Barelli (représentante de Monaco à l'Eurovision 1967, qui a interprété Viens dans ma farandole sont éliminés.
Le 23 mars, lors de la finale de la présélection française,, tous les sélectionnés réinterprètent leur chanson. Au terme de l'émission, Profil est choisi grâce aux appels téléphoniques des télespectateurs parmi les 6 candidats sélectionnés lors des deux demi-finales. Le groupe devance Chantal Billon, Anne Delorme, Marcel Amont, classé 4e avec le titre Camarade vigneron, Frida Boccara (gagnante pour la France de l'Eurovision 1969), classée 5e avec la chanson Un enfant de France et Bee Michelin et Une chanson rose. 
Le 19 avril 1980, à La Haye aux Pays-Bas, Profil représente donc la France au 25e Concours Eurovision de la chanson avec la chanson Hé, hé m'sieurs dames, écrite par Richard de Bordeaux et Richard Joffo, sur une musique composée et dirigée par Sylvano Santorio. Avant leur passage sur la scène, le groupe est annoncé par Évelyne Dhéliat (pour cette édition, en plus de la présentatrice de la soirée Marlous Fluitsma, chaque pays a fait appel a un introducteur ou une introductrice pour annoncer son ou ses candidat(s)). Profil passe sur scène en seizième position, après la chanteuse des Pays-Bas Maggie MacNeal et juste avant Johnny Logan, futur gagnant pour l'Irlande avec la chanson What's Another Year. 
Profil est le tout premier groupe de musique à avoir représenté la France au Concours Eurovision de la chanson.
Au terme du décompte des points, Profil s'est classé à la 11e place sur 19 pays participants, obtenant 45 points.
Le groupe a également enregistré la chanson Hé, hé m'sieurs dames dans une version en anglais intitulée Hey Music Man.

## Après le Concours Eurovision
Le groupe n'aura pas le succès escompté et chacun des membres du groupe fera ensuite une carrière solo.
- Jean-Claude Corbel continuera sa carrière de comédien jusqu'à son décès en 1996. Il a notamment exercé dans le doublage de films et a interprété de nombreux génériques de dessins animés dans les années 1980.
- Jean-Pierre Izbinski a poursuivi sa carrière de chanteur en solo. Il a sorti des albums dans les années 1980 : Saltimbanque en 1982, De médiums en voyantes en 1984, Si je t'aime, tu pars en 1988.  Décédé au cours de l'année 2024.
- Francis Rignault a notamment joué dans le film Un Ange de Miguel Courtois avec Richard Berry et Elsa Zylberstein en 2001, et dans l'épisode En roue libre de la série de TF1 Joséphine, ange gardien en 2013.
- Martine Havet a témoigné, en 2013, dans le documentaire André Bourvil, la rage de vaincre de l'émission de France 2 Un jour, un destin concacré à Bourvil. Elle meurt en 2015.